# Société des Ateliers d’Aviation Louis Breguet
La Société Anonyme des Ateliers d'Aviation Louis Breguet , también conocida como Breguet Aviation, fue una firma diseñadora y fabricante de aeroplanos fundada en 1911 en Douai por el pionero de la aviación Louis Breguet. Este fabricante de aviones, pero también de planeadores y helicópteros estuvo activo atravesando diversos avatares políticos y financieros durante seis décadas antes de finalmente ser absorbido en 1967 por la empresa Société des Avions Marcel Dassault, que a su vez se disolvió el 14 de diciembre de 1971 para la creación de Avions Marcel Dassault-Breguet Aviation. Actualmente forma parte de Grupo EADS. 

## Historia
Inicios y I Guerra Mundial
En 1905, Louis Charles Breguet junto con su hermano Jacques, y guiados por el profesor y eminente fisiólogo Charles Richet, comenzaron a trabajar en un giroplano, el Gyroplane Breguet-Richet (el antecesor de un helicóptero) con alas flexibles. En 1907 consiguen el primer ascenso pilotado en vertical de una nave voladora. En 1909 construyó su primer avión de alas fijas, el Breguet Type I, con una envergadura de 13,70 m, que podía volar a 60 km/h propulsado por un motor Renault V8 de 60 hp volando con éxito 28 de junio de 1909 antes de estrellarse durante la Grande Semaine d'Aviation de la Champagne que tuvo lugar en agosto en Reims. 
Se crea la Société des Ateliers d'Aviation Breguet-Richet y Louis Breguet recurre entonces a los aviones Breguet Type 1, 1bis, 2 (velocidad de 90 a 100 km/h, vuelo entre Douai y Arras); Louis Breguet los pilota él mismo. Tras un accidente en el que resultó gravemente herido, contrató a su primer piloto de pruebas, Léon Bathiat en 1910. En 1911 funda la Société anonyme des ateliers d’aviation Louis Breguet.
Durante el verano de 1914 la sociedad está construyendo el prototipo Breguet BU3 para la Aéronautique Militaire, un biplano, motor con una hélice impulsora (trasera) y tren de aterrizaje triciclo de los que se construyeron algunos ejemplares de serie. Este diseño básico fue elegido por los hermanos Michelin par su fabricación en serie, siendo cien unidades costeadas por ellos mismos. Se construyeron dos versiones; los Breguet BUM y BLM que se diferenciaban por el empleo de motores Salmson y Renault respectivamente.
El Breguet Bre.4  (designación de fábrica BrM.4), se desarrolló en 1915 cuando los planificadores militares franceses comenzaron a expresar su preferencia por los aviones propulsados con motores con configuración impulsora como el Voisin III o el británico Royal Aircraft Factory F.E.8 , lo que llevó a Breguet ' a detener el desarrollo de su Tipo IV para obtener contratos militares con un avión con la configuración preferida. El Bre.4 desarrollo del Breguet BU3, era un biplano sin compensación de envergadura en el que el piloto y el observador se sentaban en cabinas abiertas en tándem en una cápsula que también transportaba el motor con hélice impulsora y tren de aterrizaje triciclo. Fue ampliamente utilizado durante 1915-1916 e incluso vendido al Servicio Aeronaval británico. 
La compañía Breguet fue especialmente conocida en un principio por su desarrollo de los aviones de reconocimiento que utilizó la Aéronautique Militaire francesa durante la I Guerra Mundial y a lo largo de la década de 1920. Fue uno de los pioneros en la construcción de aviones como el Breguet 14, un bombardero diurno monomotor introducido en 1917; notorio, por ser el primer avión producido en serie - donde 2000 trabajadores montaban en 1918 cuatro aviones al día en su planta de Vélizy-Villacoublay - en utilizar mayores cantidades de metal que de madera en su estructura y tal vez, uno de los aviones militares franceses más utilizados de su tiempo. Tenía una estructura construida con elementos estructurales de aluminio. Con muchos subcontratistas y asociados se produjeron 2000 aviones antes del armisticio. Este modelo no solo fue usado por los franceses, sino que también los dieciséis escuadrones de la Fuerza Expedicionaria Estadounidense lo utilizaron. Cuando cesó la producción en 1926, el total de todas las versiones construidas alcanzó los 7800 aviones; diversas fuentes mencionan entre 8000 y 8370 unidades. 
Periodo entreguerras
Otro importante modelo del periodo de entreguerras fue el bombardero ligero y avión de reconocimiento Breguet 19 con unos 2700 aviones construidos desde 1922 y que fue utilizado por numerosas fuerzas aéreas, además de ser fabricado bajo licencia en Bélgica, España y Yugoslavia. Con este avión en sus versiones francesas Bidon y Super Bidon y españolas TR y GR (Gran Raid) se establecieron numerosos e importantes récords en vuelos de larga distancia y cruces del Atlántico.
Louis Breguet ya había experimentado con helicópteros en 1909; sin embargo, optó por concentrarse en los aviones hasta finales de la década de 1920. En 1929, anunció un conjunto de patentes que abordaban la estabilización de vuelo de helicópteros y, en 1931, Breguet creó el Syndicat d'Etudes de Gyroplane, junto con el ingeniero aeronáutico René Dorand como director técnico. Su objetivo, era el desarrollo de un helicóptero experimental, el Gyroplane Laboratoire. Se eligió un diseño de rotor coaxial o contrarrotatorios, dado que, con los rotores girando en direcciones opuestas, el par producido por el otro rotor anulaba el par de torsión de un único rotor.
Breguet también fue una de las dos empresas del complejo militar-industrial francés que fabricó minas marinas (B1 / B5B) durante el período de entreguerras .
A partir de 1930 las fábricas Breguet se extendieron a Le Havre y Nantes donde se construyeron el biplano monomotor de reconocimiento biplaza Breguet 270 y los hidrocanoas de patrulla marítima de largo alcance Breguet 521 Bizerte y Breguet 730.
El 28 y 29 de marzo de 1936, pánico y caída de precios en la Bolsa de París. Louis Breguet que solo poseía acciones como capital, pierde el 30% de su fortuna en tres días. El Frente Populaire gana las elecciones legislativas del 3 de mayo de 1936. Léon Blum forma un nuevo gobierno, nombrado Ministro de Guerra a Édouard Daladier que, continúa los programas de rearme. El 26 de mayo, comienzan las huelgas “totales” en Francia, iniciada en la industria aeronáutica precisamente en Breguet en Le Havre.
En aplicación de la ley de nacionalización de la industria de armamentos, donde se incluye la aeronáutica, de agosto de 1936 promulgada por el gobierno del Frente Popular Louis Breguet, con una ya mermada participación en su empresa, pierde toda autoridad. El 26 de septiembre, la Bolsa de Valores de París colapsó y los activos restantes desaparecieron. La Bolsa de París es cerrada hasta el 2 de octubre. Louis Breguet es manifiestamente contrario a las nacionalizaciones; sin embargo, sus plantas junto a las de otras compañías del sector se integran en las sociedades estatales SNCAN (Le Havre) y SNCAO (Bouguenais).
Los programas de rearme impulsados por el presidente del Consejo y Ministro de Defensa Nacional Édouard Daladier resultan complicados, lentos y por ende, tardíos; el gobierno termina apoyando a Louis Breguet y se le permite la recompra de las instalaciones de la compañía Latécoère con sus fábricas en Toulouse-Montaudran y Biscarrosse al tiempo, que se hace cargo de sus bienes, personal y tesorería. Se instala un túnel de viento en Vélizy-Villacoublay, como el de Lioré et Olivier en Argenteuil.
Tan ferozmente opuesto a la nacionalización de sus fábricas como Louis Breguet, Pierre Georges Latécoère se une a él en la Société Méridionale Aéronautique - SMA. Latécoère vende todas sus fábricas a Breguet, excepto la oficina de diseño Latécoère en Toulouse. El personal de Latécoère se integra en SMA y Breguet traslada a algunos de sus ejecutivos al sur. La SMA inicia su actividad el 15 de mayo de 1939; construye los cascos del Breguet 730 en Toulouse-Montaudran. Mientras que los Breguet 690 son construidos en Vélizy, los aviones Breguet que se construyen en Toulouse-Montaudran y Biarritz-Anglet - nueva fábrica inaugurada a principios de 1938 - y probados en Biscarrosse son designados de acuerdo con el contrato establecido entre los dos como  “Latécoère-Breguet”, lo exaspera a este último. A finales 1939, a causa de problemas con la justicia, Latécoère abandona SMA y deja campo libre a Breguet.Sus plantas lograron fabricar más de doscientos bimotores de ataque táctico Breguet Br.693 antes del Armisticio Franco-Alemán En junio de 1940 la planta de Vélizy es oficialmente requisada por los alemanes, por lo que durante la ocupación, no hubo personal de la compañía trabajando allí; mientras, se detenía la actividad de montaje del hidrocanoa Breguet 730 en Toulouse; con todos los pedidos cancelados, el personal de Vélizy se refugia al sur del Loira y se reagrupa en Toulouse.
Años 1945 - 1967
Tras la rendición alemana (mayo de 1945), Breguet restauró gradualmente la fábrica a su estado original, a pesar de las dificultades administrativas, técnicas (falta de materiales para la reconstrucción) y financieras (indemnización tardía). Vélizy fue sobre todo el centro de investigación de la empresa.
El mencionado túnel de viento, sufrió una primera modernización en 1946 y prestó valiosos servicios a la oficina de diseño. En 1960-61, una segunda fase de trabajos de modernización dio como resultado una mejora de la envoltura y un aumento de la potencia. El túnel podía alojar modelos de 3 m de largo y la velocidad de soplado alcanzaba los 40 m/seg (145 km/h). La instalación también se había completado con un banco de pruebas de hélices, un laboratorio fotográfico para la visualización de caudales y una modernísima cadena de cálculo y conteo totalmente automática, que permitía obtener resultados en muy poco tiempo. Este túnel de viento, además permitió a la sociedad Breguet obtener una posición tecnológica de vanguardia.
Un segundo servicio, importante en el centro de investigación de Vélizy, fue el laboratorio de computación analógica, equipado con una computadora analógica Derveaux y otras computadoras, registradores y simuladores, entre otros que, resolvieron en la mayor brevedad posible problemas estructurales de orientación, control y aleteo, mientras se utilizó para estudios de mecánica de vuelo y pilotaje. Este laboratorio fue ampliamente utilizado a partir del diseño del Breguet 940, Breguet 1001, 1100 y Br. 1050 "Alizé".
Un tercer departamento se dedicó al cálculo digital, y se equipó con un sistema informático Bull de 1957 (pero posteriormente renovado y completado): ordenadores, tabuladores, clasificadores, etc., se utilizaron tanto para la gestión administrativa (personal, inventario, mercados, contabilidad general) y para los cálculos científicos de la oficina de proyectos. En el ámbito puramente aeronáutico, este conjunto se ocupaba de cálculos de rendimiento, análisis de ensayos en túnel de viento, cálculos aerodinámicos de hélices, vibraciones y aleteo, dinámica de vuelo, resistencia de materiales. El tiempo ahorrado por este servicio fue considerable.
A partir de 1945 aparecen nuevos prototipos, algunos diseñados antes de la finalización de la guerra; entre ellos, el denominado Breguet 763 Deux-Ponts , un tetramotor de transporte civil robusto y eficiente. Tras su primer vuelo en 1949, Air France utilizará doce ejemplares entre 1953 y 1971, en las rutas norteafricana y mediterránea, así como el Armée de l´air con sus transportes (Breguet Br. 765 Sahara).
Al mismo tiempo, Breguet participó activamente en la popularización de la aviación deportiva ligera mediante la producción en serie de planeadores económicos, robustos y de alto rendimiento; el Breguet Br. 900 fue el primero de ellos; sin embargo, estos éxitos técnicos fueron de la mano de importantes dificultades financieras.
En 1951, Breguet obtuvo la licencia para fabricar las hélices británicas Rotol Airscrews destinadas a equipar la producción del bimotor de transporte Nord Noratlas, con motores Bristol/SNECMA Hercules. Este propulsor se fabricó en Vélizy con la denominación BR 3 (los bujes fueron suministrados por la firma Maison Breguet d'Electricité). Posteriormente, a esta producción, le siguió la de otro modelo de propulsor, denominado BR 4, destinado al motor turbohélice Rolls-Royce Dart del Br. 1050 "Alizé". Cabe señalar que la compañía Breguet tenía una experiencia muy larga en materia de hélices, ya que, ya había fabricado palas antes de la guerra, y que en sus talleres ya se realizaba la reelaboración de las hélices (Ratier, Hispano-Suiza, Levasseur) de los aviones de asalto de los años 20, para optimizarlas. Sin embargo, no fue sino hasta 1958 que este departamento se hizo totalmente autónomo. Además de las fabricaciones antes mencionadas, tuvo que realizar amplios estudios teóricos para utilizarlas en sus diseños.
Louis Breguet murió en mayo de 1955, y es el empresario Sylvain Floirat quien como presidente y director ejecutivo tomará las riendas de la empresa entre 1955 y 1967.
En los años 50 la empresa presenta los avanzados diseños Breguet 940, un prototipo de avión de transporte y el reactor de ataque táctico basado en portaaviones Breguet Br.960 Vultur ambos con el sistema de soplantes y sustentación a baja velocidad (STOL) que dio lugar a los modelos del transporte cuatrimotor con capacidad STOL Breguet 941 y al avión de guerra antisubmarina basado en portaaviones Breguet Br.1050 Alizé.
Durante la participación en la competencia de la OTAN en 1953 para un avión ligero de apoyo táctico para el papel de "LWSF" ( Light Weight Strike Fighter ), Breguet desarrolló el Breguet Br.1001 Taon. Esta aeronave estableció un récord internacional de velocidad para un circuito cerrado de 1000 km (620 mi) con una velocidad de 1046,65 km/h (650,36 mph) a 7620 m (25000 pies) el 25 de abril de 1958. El 23 de julio, volvió a batir el récord a una velocidad de 1075 km/h. Sin embargo, el desarrollo se interrumpió y solo se construyeron dos aviones.
En octubre de 1961, el Breguet Br.1150 Atlantic , un avión de patrulla marítima de largo alcance, realizó su primer vuelo. Era un desarrollo europeo de la SECBAT (Société Européenne de Construction du Breguet Atlantic) un consorcio multinacional establecido en 1959, para las armadas de Alemania y Francia, y más tarde, Italia y Países Bajos, al que seguirán una serie de 87 ejemplares y varias versiones.
Breguet participó en 1966 en el consorcio SEPECAT (Société Européenne de Production de l'Avion d'Ecole de Combat et d'Appui Tactique), una empresa gestionada conjuntamente por Breguet Aviation y British Aircraft Corporation, en el programa del avión de ataque táctico SEPECAT Jaguar, así como en el programa del reactor de ataque ligero y entrenamiento avanzado Dassault/Dornier Alpha Jet.
La empresa es absorbida en 1967 a instancias del gobierno francés por la Société des Avions Marcel Dassault, que a su vez se disolvió el 14 de diciembre de 1971 para la creación de Avions Marcel Dassault-Breguet Aviation.

## Fábricas
Los primeros talleres estaban ubicados cerca de la fábrica de generadores eléctricos familiar (Maison Breguet d'Electricité) en Douai (en el sitio de La Brayelle, que se convirtió en el Champ d'aviation de la Brayelle). Habiendo tomado las tropas alemanas la ciudad en octubre de 1914, el aeródromo fue ocupado por unidades de la Deutsche Luftstreitkräfte. Posteriormente, las instalaciones serán destruidos a finales de la Primera Guerra Mundial, pero el terreno seguirá siendo propiedad de la familia Breguet.
Poco antes de la guerra, en 1913, se fundó en Vélizy-Villacoublay un establecimiento que reunía una oficina de diseño, talleres de fabricación, pruebas de vuelo y una escuela de pilotos. En 1929, de acuerdo con las necesidades expresadas por la Marine Nationale para la construcción de hidroaviones, Louis Breguet creó otra planta en Le Havre a lo largo del Canal de Tancarville. El mismo año, la oficina central de la sociedad se instaló en el 24 rue Georges Bizet en París.
En 1934, la firma Breguet compra la compañía Wibault-Penhoët, la que, además de los establecimientos de Ile-de-France y Normandía, poseía la planta de producción de hidroaviones de Nantes-Château Bougon, ubicada en la ciudad de Bouguenais.
En 1936, el gobierno del Frente Popular presidido por Leon Blum promulga la ley de nacionalización de las industrias constructoras de material bélico, y entre ellas la mayoría de las compañías aeronáuticas. Así, con fecha de febrero de 1937, la fábrica de Le Havre se integra en la Société nationale des constructions aéronautiques du Nord - SNCAN mientras que la planta de Bouguenais formará parte de la Société nationale des constructions aéronautiques de l'Ouest - SNCAO. Breguet conserva los establecimientos de Vélizy-Villacoublay, pero, los compartirá con la empresa estatal Arsenal de l'aéronautique. También se llevó a cabo una alianza temporal con la compañía Latécoère , ya que algunas de sus plantas "habían soslayado" la nacionalización, formando una empresa conjunta, la Société Méridionale d'Aviation y que afectaba a la fábrica de Toulouse-Montaudran, Anglet y la base de pruebas de Biscarrosse . En 1939, Breguet acabó adquiriendo estos establecimientos.
En 1951, la Fuerza Aérea de los EE. UU. eligió la antigua base aérea de Châteauroux-Déols como base logística para reparaciones y mantenimiento de sus aviones desplegados en territorio francés en el marco de los acuerdos de la OTAN. AEMCO (Aircraft Engineering and Maintenance Company)-Breguet, filial de Breguet, proporcionó mantenimiento a sus aeronaves entre 1958 y 1961, cuando fue absorbida por la Société d'Entretien et de Réparation Industrielle de Materiel d'Aviation. Sus actividades cesaron con la salida de las unidades de la USAF estacionadas en suelo francés en 1965.
La actividad en la construcción de planeadores comenzó en 1954 con el lanzamiento de una primera serie de veinte planeadores monoplaza de competición Bréguet 901 Mouette en Vélizy. Se crea entonces un departamento especializado, con cierta autonomía, que posteriormente se traslada en 1957 a la fábrica Fouga en Aire-sur-l'Adour. A finales de 1959, se suprimió el departamento de planeadores, la planta (entonces arrendada) se devolvió a sus propietarios y la producción se completó en Anglet.
En 1959, la fábrica de Montaudran en las afueras de Toulouse , dañada durante la guerra y reconstruida en 1954, fue considerada demasiado reducida para la fabricación del Breguet Br.1150 Atlantic. La compañía compró 13 Ha en Colomiers lindando con el aeropuerto de Toulouse Blagnac; en este terreno, se construyeron 3100 m² de edificaciones para el ensamblaje del Atlantic. Su puesta en servicio permitió cerrar la planta de Montaudran en 1971. A finales de la década de 1950, los pedidos del tetramotor de pasaje Br. 765 Sahara llevaron a la construcción de una planta cerca del aeropuerto de Biarritz-Parme. La producción del Breguet Br.1050 Alizé lo sucedió rápidamente.
En el momento de la adquisición en 1971 por parte de Avions Marcel Dassault , que se convertiría en Dassault-Breguet Aviation, estaban en funcionamiento cuatro fábricas: Vélizy, Anglet, Colomiers y Biarritz-Parme.

## Producción
Aeroplanos

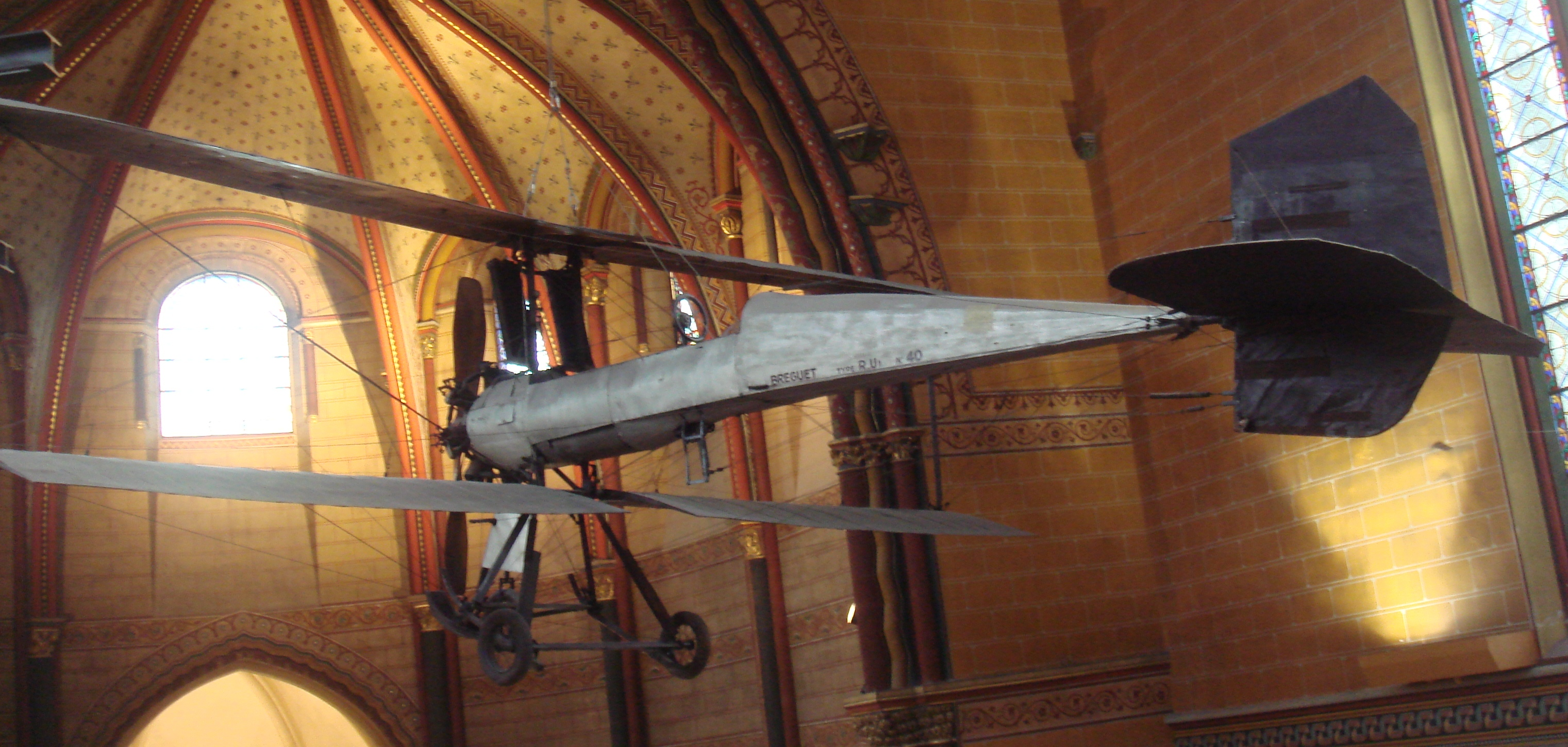
Breguet Type IV R.U1 (1911)

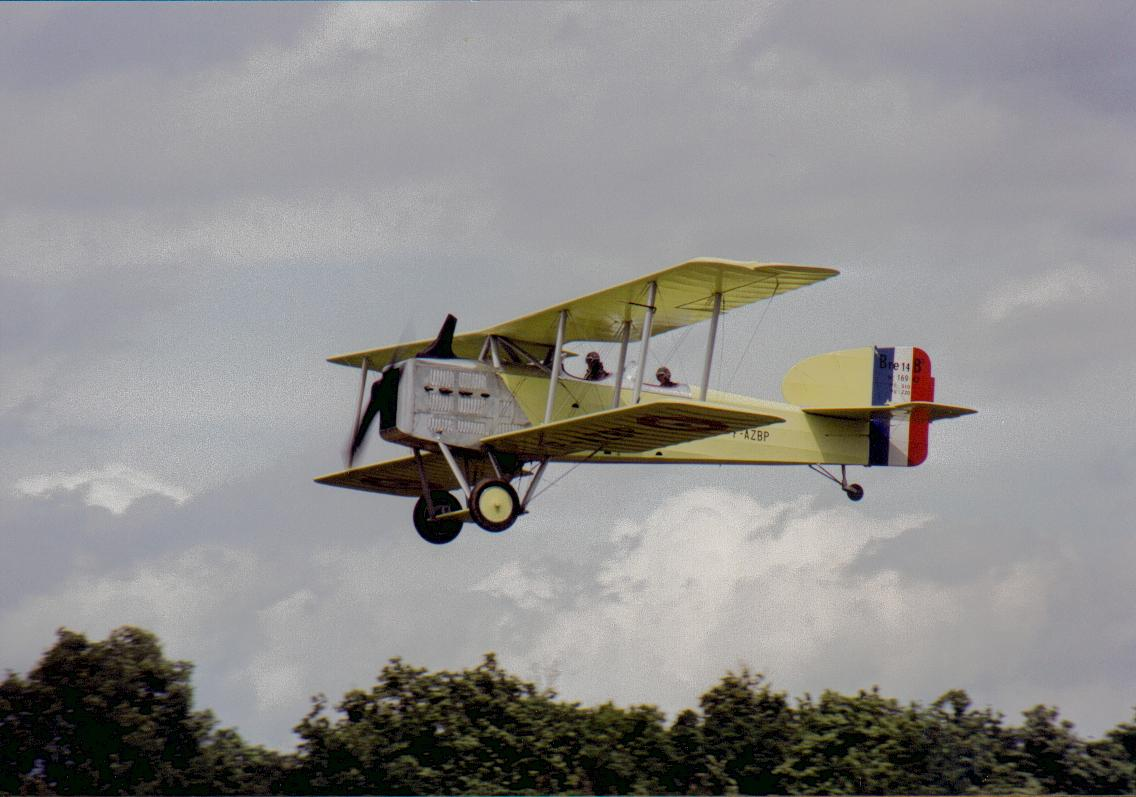
Breguet XIV

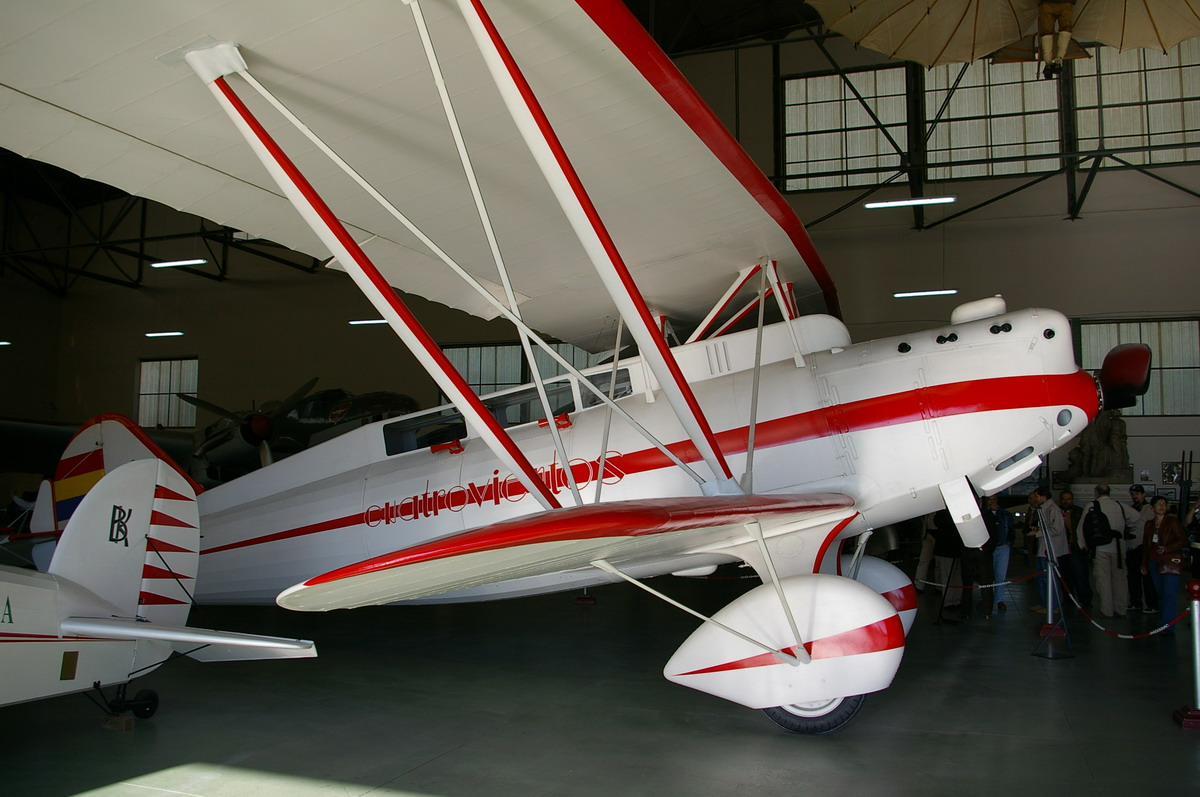
Breguet XIX GR "Cuatro Vientos"

- Breguet Type I (1909) - Prototipo biplano

- Breguet Type II (1910) - Biplano monoplaza monomotor

- Breguet Type III (1911) - Versión triplaza del Type II

- Breguet Type IV R.U1 (1911) - Biplano monoplaza monomotor

- Breguet Aerhydroplane (1913) - Prototipo hidrocanoa monoplano

- Breguet BUM/BLM (1914) - Biplano cazabombardero y caza de escolta biplaza

- Breguet Bre.4 (1915) - Biplano biplaza de bombardeo ligero

- Breguet 5 (1915) - Caza de escolta/nocturno biplaza monomotor. Variante de Bre.4

- Breguet 14 (1916) - Biplano monomotor biplaza de reconocimiento y bombardeo

- Breguet 16 (1918) - Versión ampliada para bombardeo del Breguet 14

- Breguet 17 (1918) - Caza de escolta de largo alcance derivado del Breguet 14

- Breguet 19 (1922) - Bombardero ligero y reconocimiento biplano biplaza. Avión de récords

- Breguet 26T (1926) - Biplano de pasaje de 8 plazas. Desarrollo del Br.19

- Breguet 280T (1928) - Sesquiplano monomotor de pasaje de 8 plazas. Evolución del 26T con fuselaje más aerodinámico

- Breguet S.8/2 (1928) - Hidrocanoa biplano trimotor de 15 plazas

- Breguet 270 (1929) - Biplano biplaza monomotor de reconocimiento y bombardero ligero

- Breguet 393T (1931) - Biplano trimotor de pasaje y carga de 10 plazas

- Breguet Br. 410 - Prototipo de sesquiplano bimotor de bombardeo

- Breguet 470 Fulgur (1936) - Monoplano bimotor de pasaje

- Breguet Bre 482 (1940) - Prototipo de monoplano tetramotor de bombardeo

- Breguet 521 Bizerte (1933) - Hidrocanoa trimotor de patrulla marítima de largo alcance

- Breguet 530 Saigon (1934) - Versión civil de pasaje del Breguet 521

- Breguet Br.693 (1938) - Monoplano bimotor de ataque táctico

- Breguet 730 (1938) - Hidrocanoa tetramotor de patrulla marítima de largo alcance

- Breguet 763 Deux-Ponts (1949) - Monoplano tetramotor de transporte de carga y pasajeros

- Breguet 941 (1961) - Monoplano monomotor de guerra antisubmarina embarcado

- Breguet Br.960 Vultur (1951) - Prototipo de avión de ataque embarcado

- Breguet Br.1050 Alizé (1956) - Monoplano monomotor de guerra antisubmarina embarcado

- Breguet Br.1001 Taon (1957) - Prototipo de reactor de caza

- Breguet 1100 (1957) - Prototipo de reactor de ataque todo tiempo

- Breguet Atlantique (1961) - Avión bimotor (turbohélices) de patrulla marítima

Autogiros y helicópteros
- Gyroplane Breguet-Richet (1907) - Aeronave tipo autogiro monomotor de un solo asiento
- Breguet-Dorand Gyroplane Laboratoire (1935) - Helicóptero experimental de rotores coaxiales
- Breguet G.20 (1947) - Helicóptero experimental.
- Breguet G.11 (1949) - Helicóptero de pasaje experimental de rotores coaxiales.
- Breguet G.111 (1951) - Helicóptero experimental con rotores coaxiales.

Planeadores
- Breguet Br.900 - Planeador monoplaza de alto rendimiento.
- Breguet Br.901 Mouette - Planeador monoplaza de alto rendimiento.
- Breguet Br.902 Cinzano - Planeador biplaza de entrenamiento.
- Breguet Br.903 (S-10) - Proyecto de planeador estratosférico.
- Breguet Br.904 Nymphale - Planeador biplaza de alto rendimiento.
- Breguet Br.905 Fauvette - Planeador monoplaza de competición.
- Breguet Br.906 Choucas - Versión biplaza del Br.905

- Breguet 910 - Proyecto de bomba planeadora diseñado por los ingenieros Georges Bruner y Jean Brocard.